# Barba Van Dyke

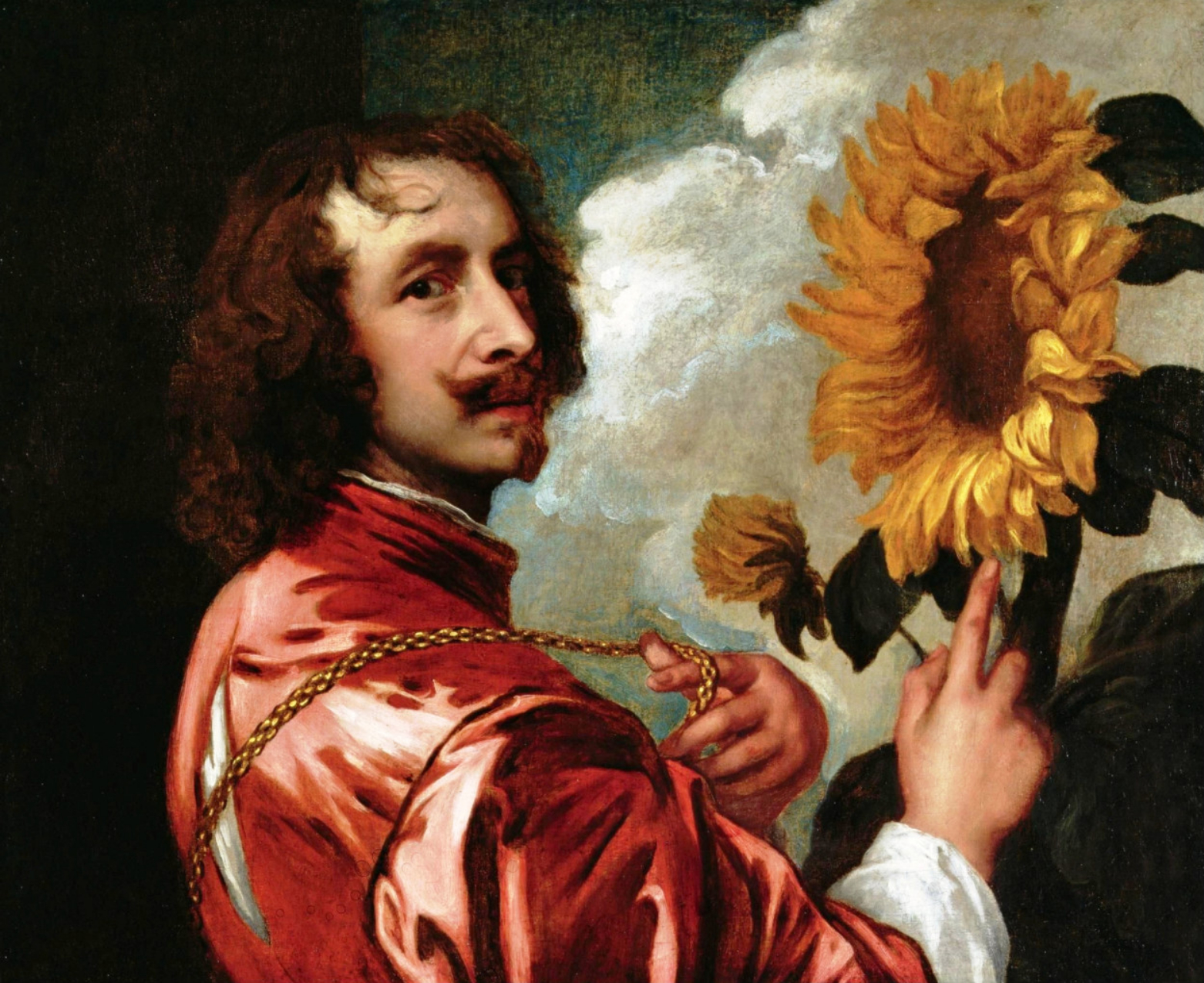
A barba Van Dyke tem esse nome por causa do pintor Anthony van Dyck.

A barba Van Dyke (às vezes escrito Vandyke, ou Van Dyck) é um estilo de barba que recebeu este nome por causa do pintor flamengo do século XVII Anthony van Dyck (1599-1641). O nome do artista é hoje normalmente escrito como “van Dyck”, embora existam muitas variações, mas quando o termo para a barba se tornou popular, “Van Dyke” era mais comum em inglês. Uma barba Van Dyke consiste especificamente em qualquer estilo de bigode e cavanhaque com todos os pelos nas bochechas raspados. Mesmo esse estilo em particular, no entanto, tem muitas variações, incluindo um bigode enrolado versus um não enrolado e uma mosca versus nenhuma. O estilo às vezes é chamado de "Charlie" em homenagem ao Rei Charles I da Inglaterra, que foi pintado com esse tipo de barba por van Dyck. "Pike-devant" ou "pickedevant" são outros sinônimos em inglês pouco conhecidos para uma barba Van Dyke.

## Popularidade
Este estilo de barba foi popular na Europa no século XVII. Sua popularidade na Grã-Bretanha acabou durante a Restauração, quando os estilos e perucas francesas se tornaram populares. Apesar do nome Van Dyke ser comum, após a Restauração muitos homens passaram a usar o estilo, prometendo continuar com este estilo até o Rei voltar a usar o mesmo, o que fez com que recebessem o nome de "vow-beards" ou "barbas votivas". No século 19, ela se tornou popular nos Estados Unidos. A colunista Edith Sessions Tupper, do Chicago Chronicle (1895–1908), condenou esse estilo, junto com o cavanhaque, como indicativo de um homem "egoísta, sinistro e pomposo como um pavão".
O estilo foi usado pelo próprio van Dyck e por muitos dos modelos de seus retratos, incluindo o rei Carlos I da Inglaterra. O revolucionário marxista russo Vladimir Lenin também usava um Van Dyke. O Van Dyke teve um renascimento no século XIX foi usado por várias figuras conhecidas, incluindo o General Custer (entre outros estilos) e o ator Monty Woolley. O Coronel Sanders também se qualificaria como tendo um Van Dyke. John Hurt usava um Van Dyke ao interpretar o War Doctor nos episódios de Doctor Who, The Night of the Doctor e The Day of the Doctor.
Guy Fawkes, membro da Conspiração da Pólvora no início do século XVII, também tinha uma barba Van Dyke na época em que o homônimo nasceu; seu rosto ainda é mostrado em público hoje por vários movimentos devido à máscara estilizada de Guy Fawkes.

## Exemplos

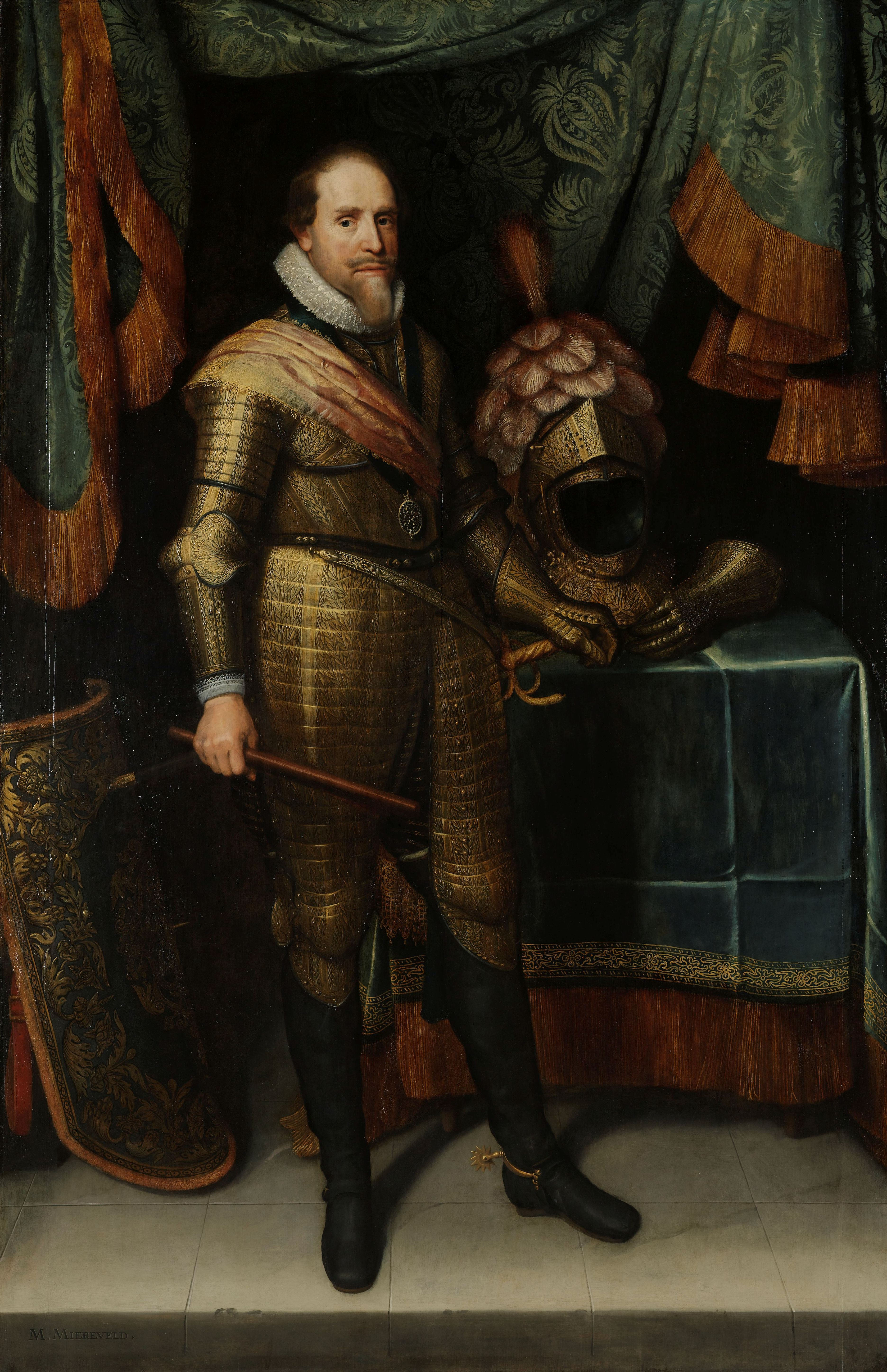
Maurício, Príncipe de Orange, por Michiel van Mierevelt (c. 1613–20)
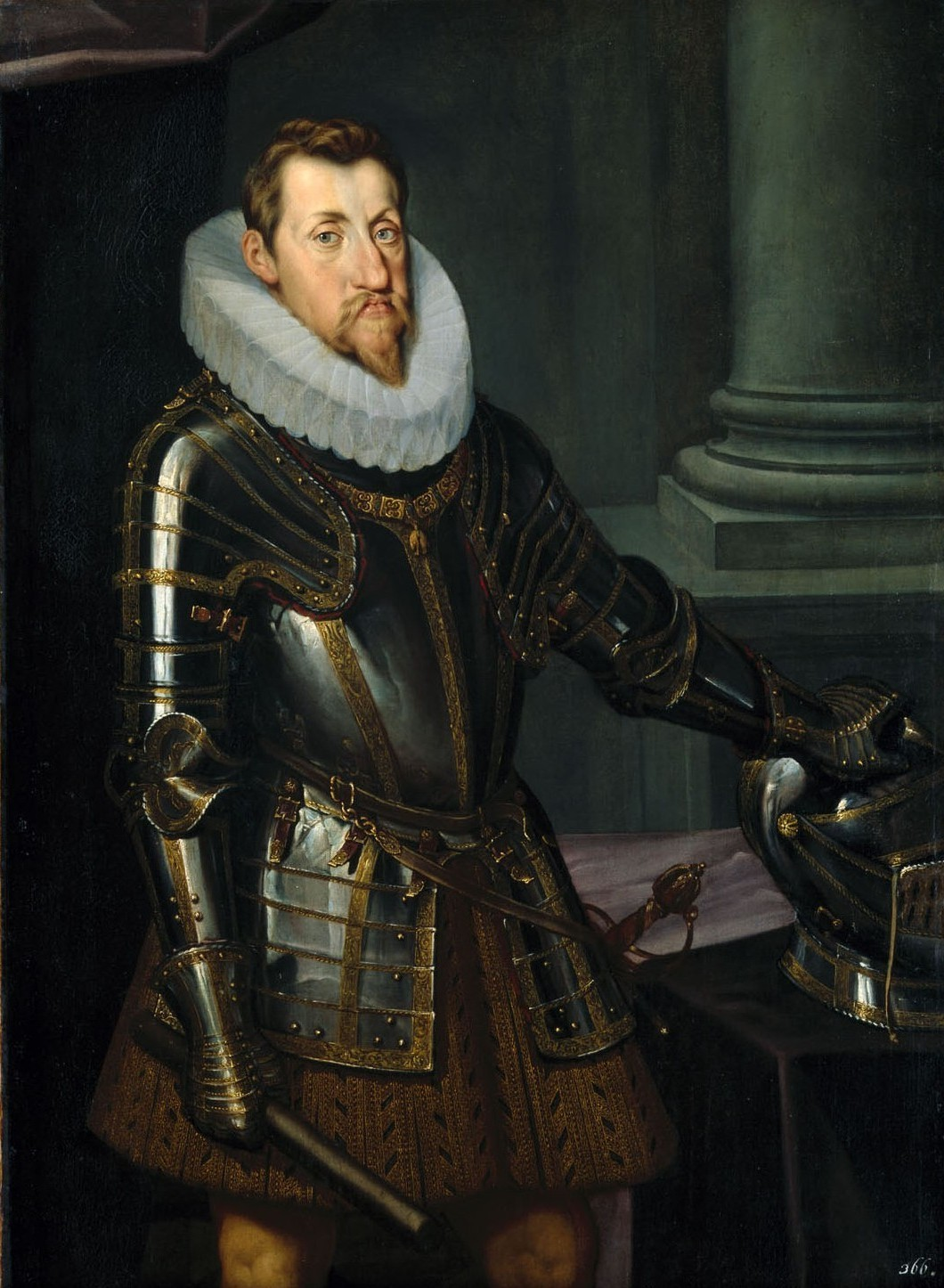
Fernando II, Sacro Imperador Romano, artista desconhecido (1614)
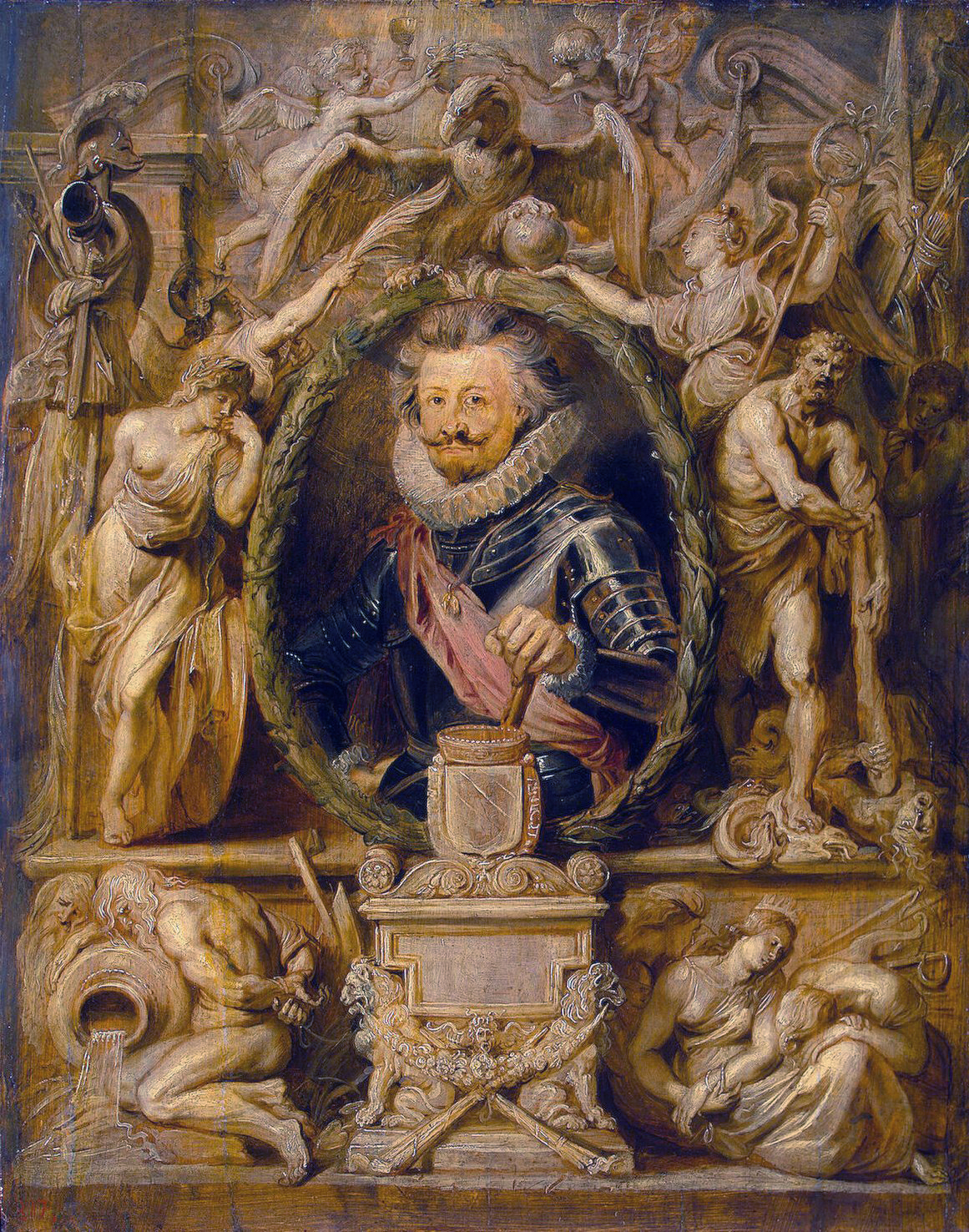
Charles Bonaventure de Longueval, Conde de Bucquoy, por Peter Paul Rubens (1621)
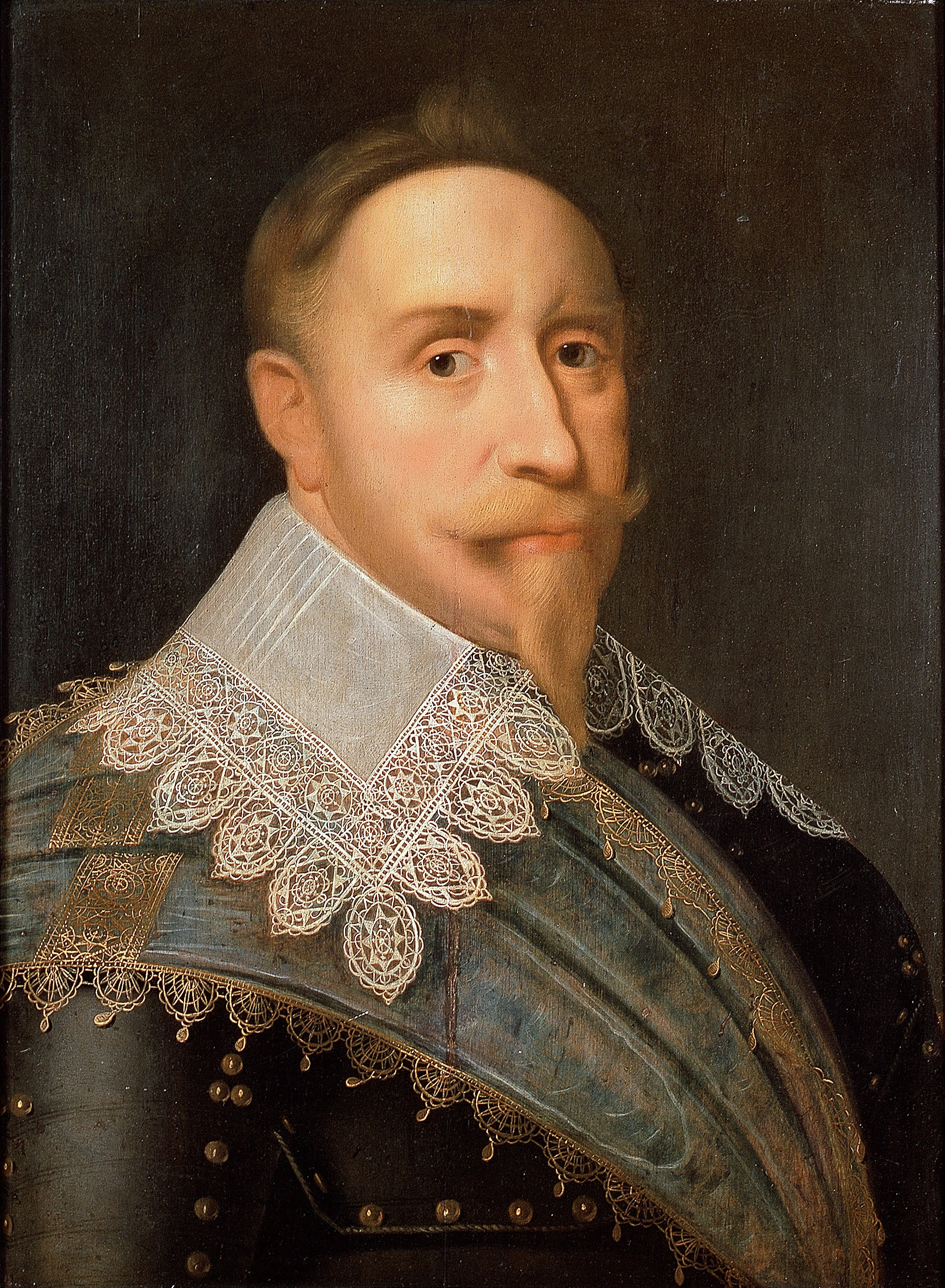
Gustavus Adolphus, atrib. Jacob Hoefnagel (1624)
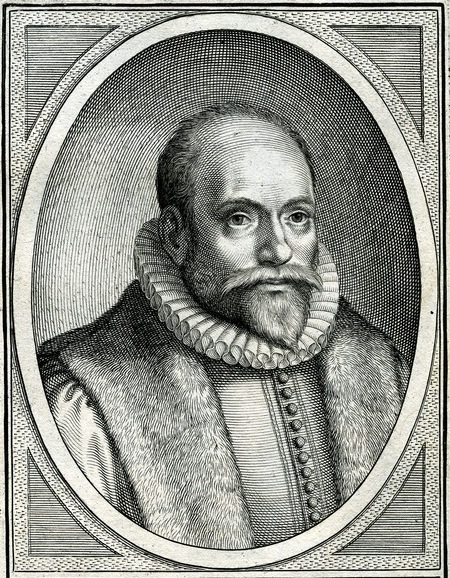
Jacobus Armínio, de Willem Isaacsz Swanenburg (1625)
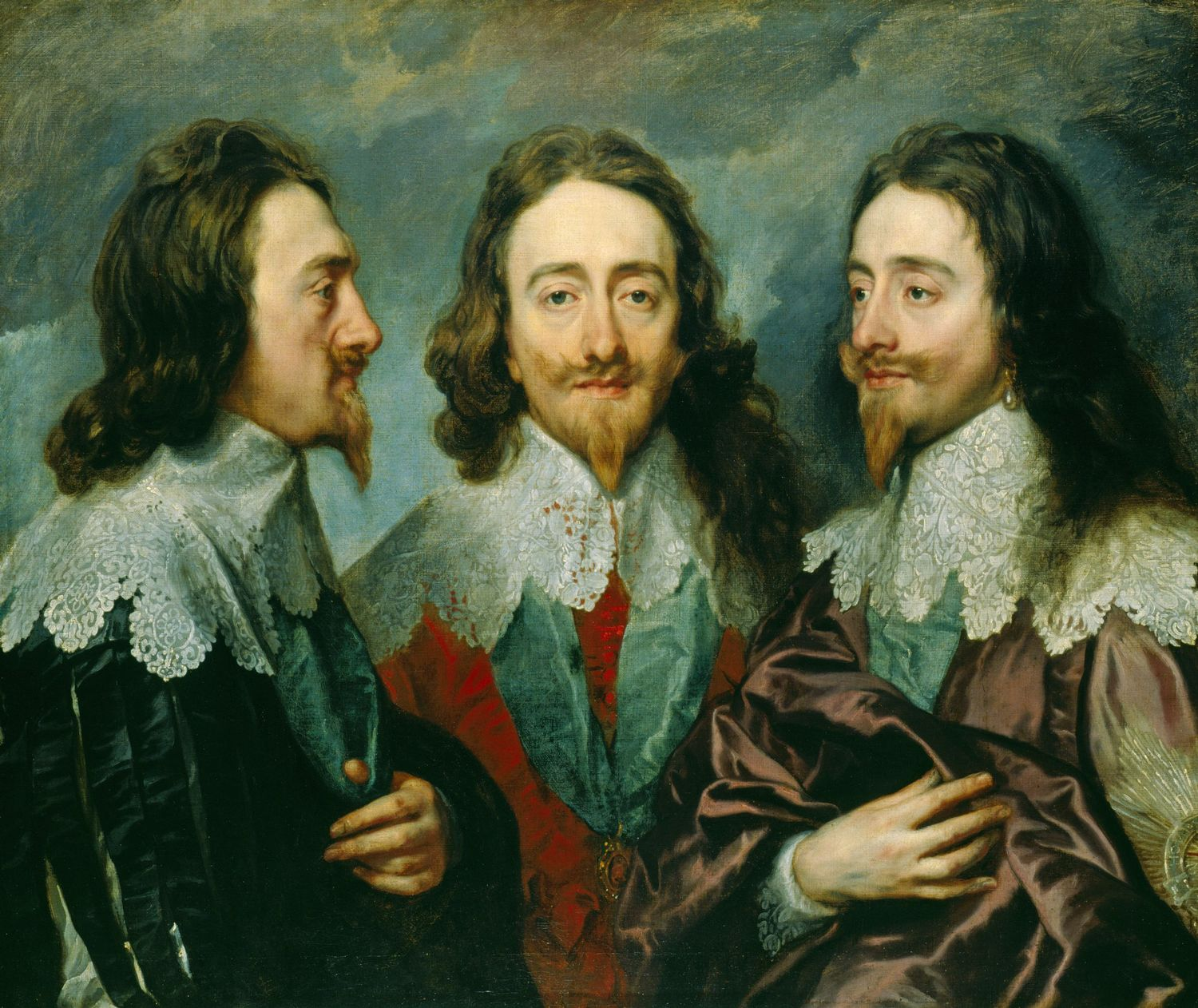
Carlos I da Inglaterra por Anthony van Dyck (1635-6)
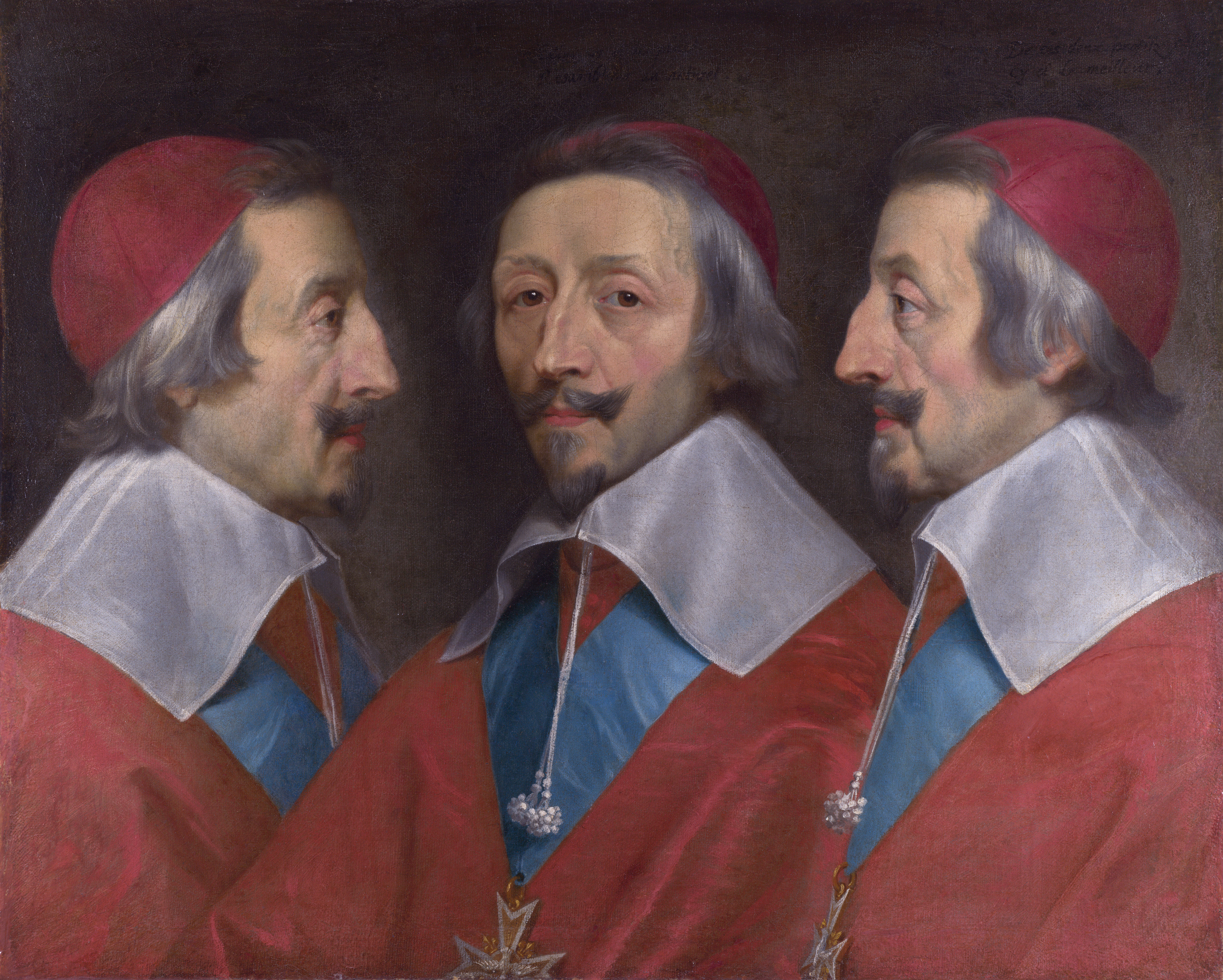
Cardeal de Richelieu, por Philippe de Champaigne (c. 1642)
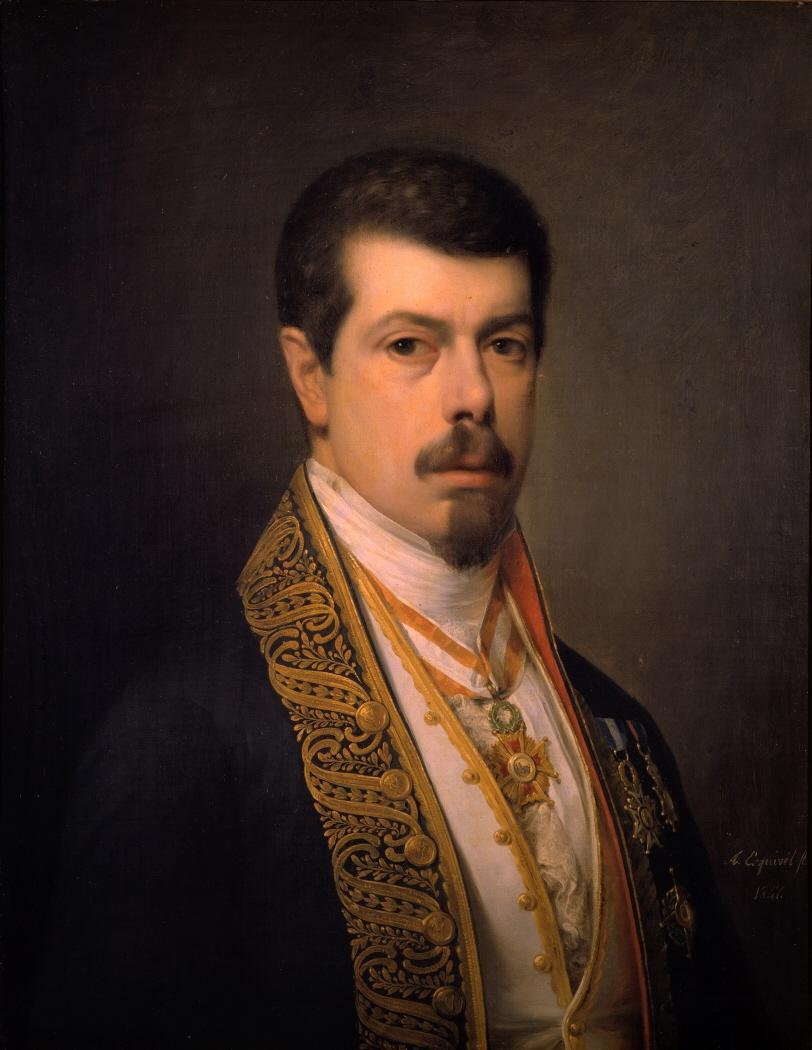
Antonio Maria Esquivel (1847)
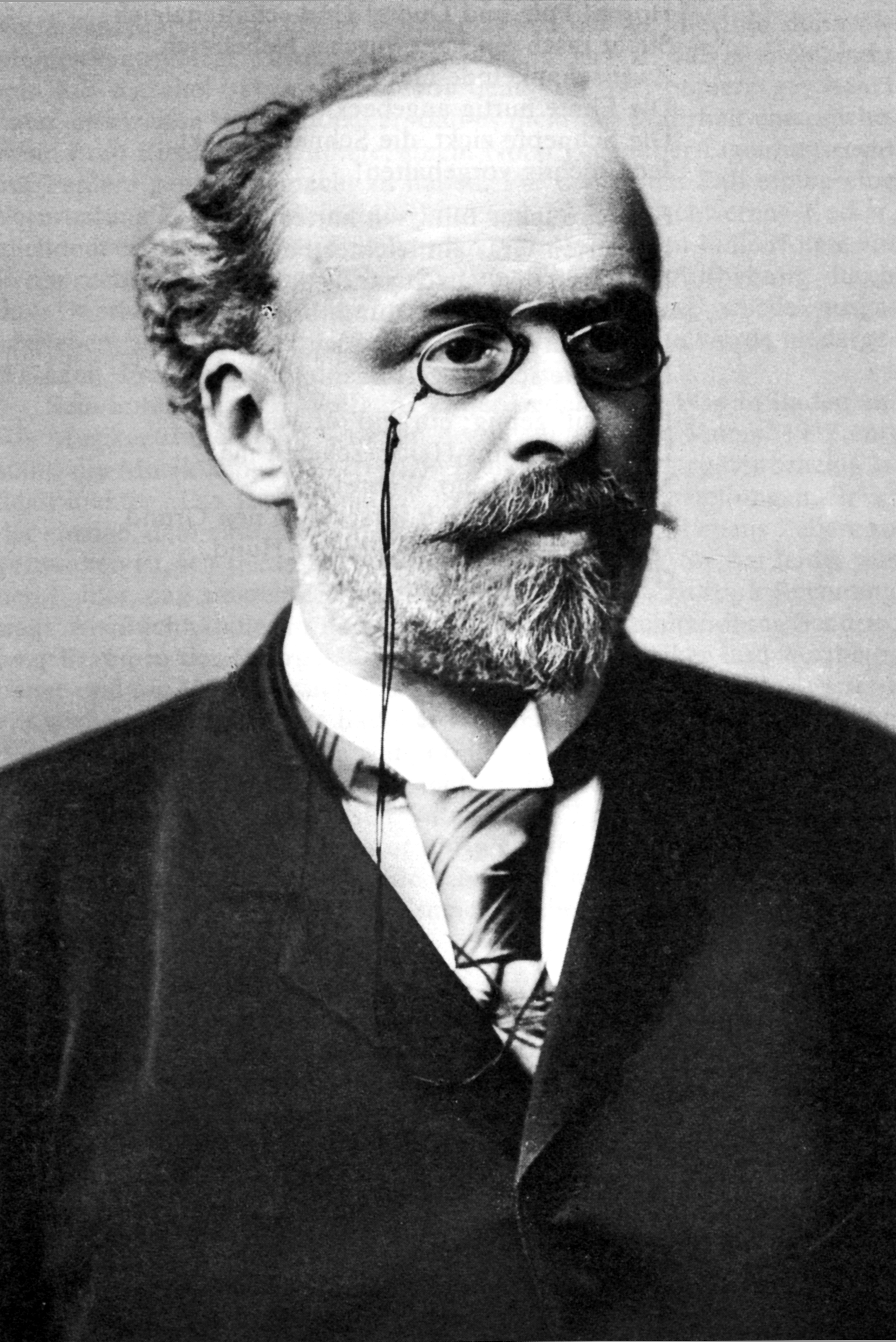
Carl Zeller
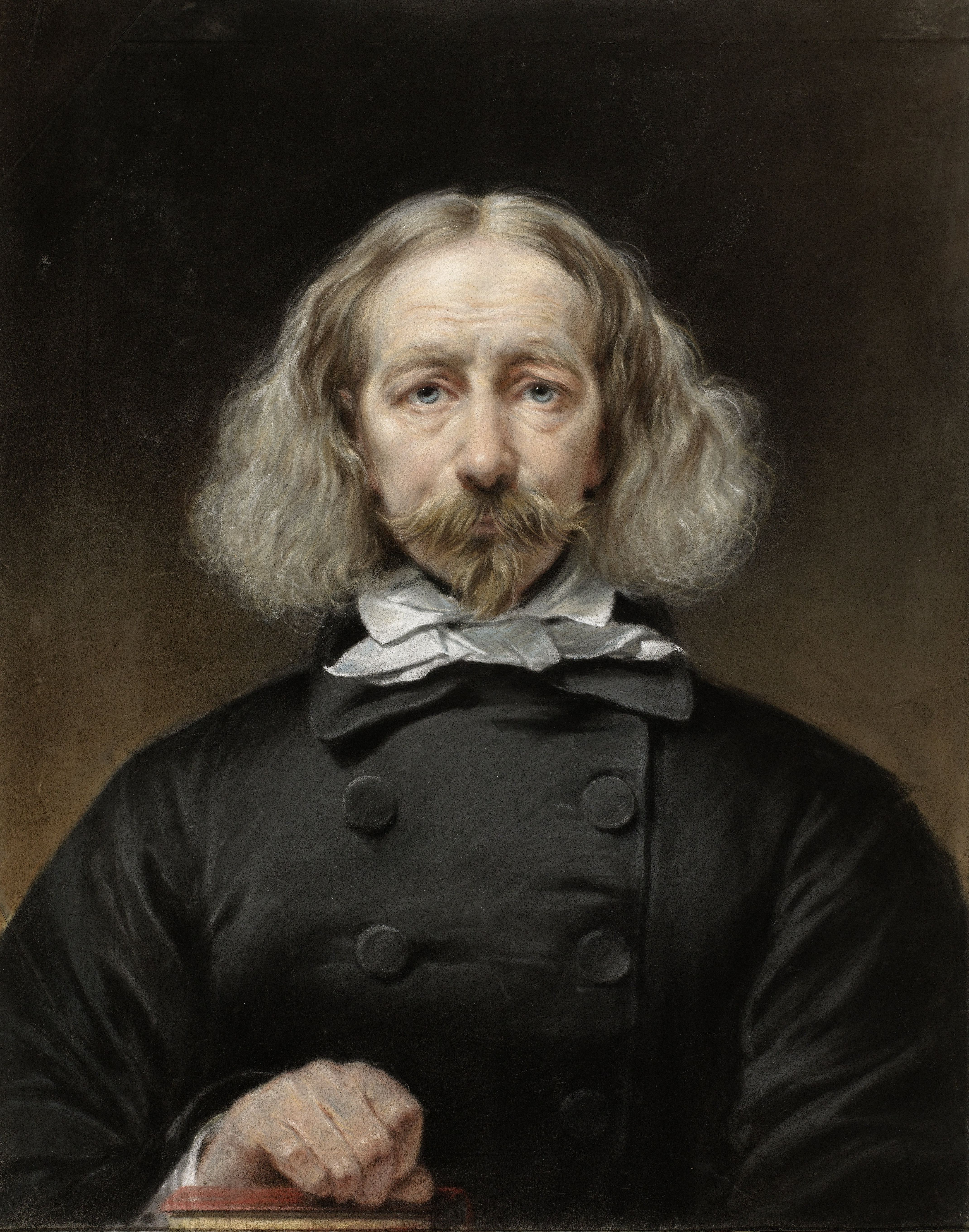
Auto-retrato de Jean Augustin Daiwaille pintor de retratos holandês (1801-1850)
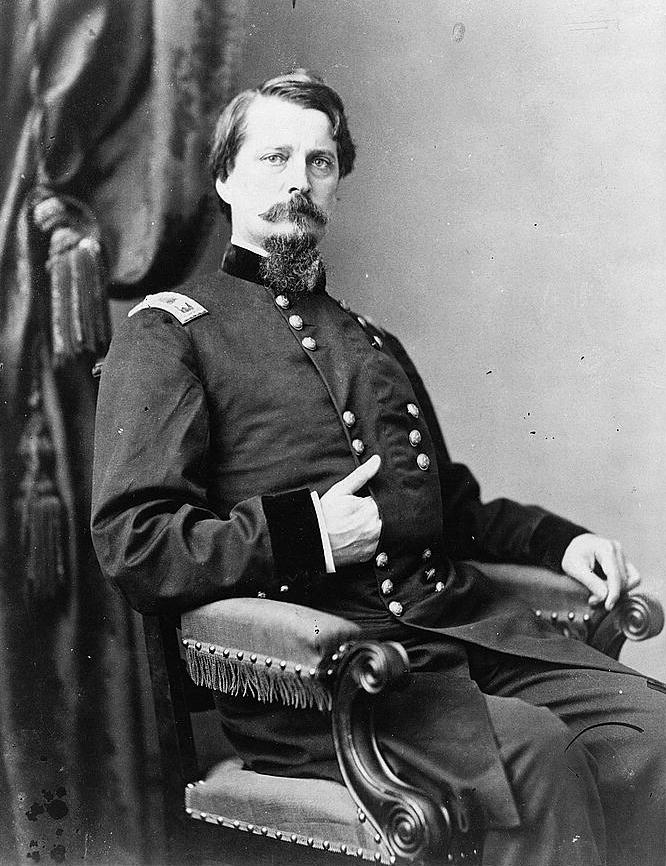
Winfield Scott Hancock (1863)
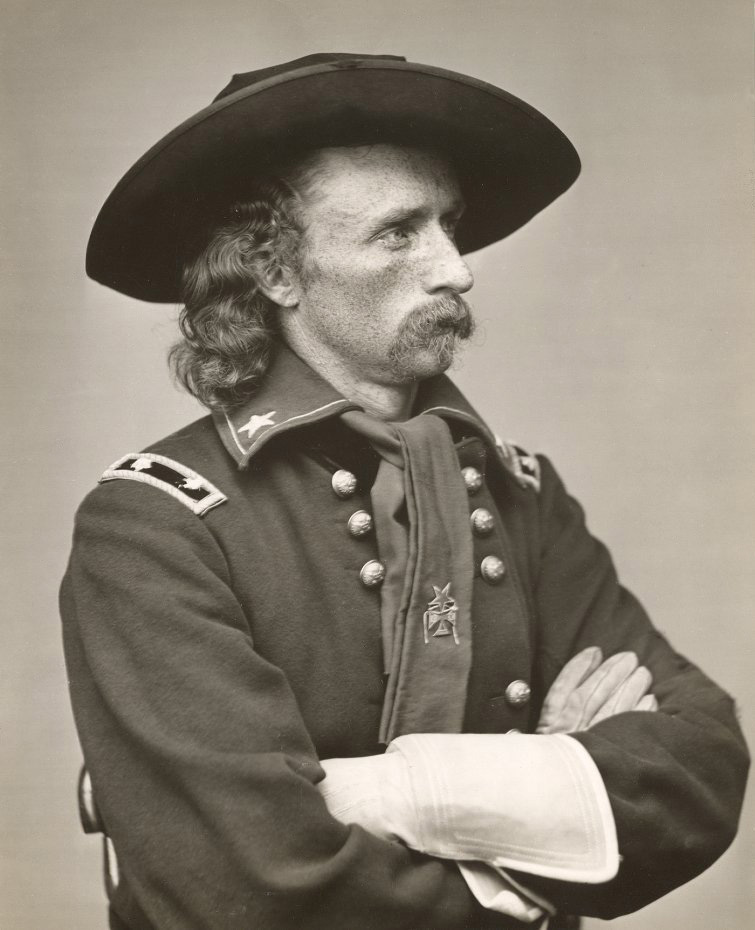
George Armstrong Custer (1865)
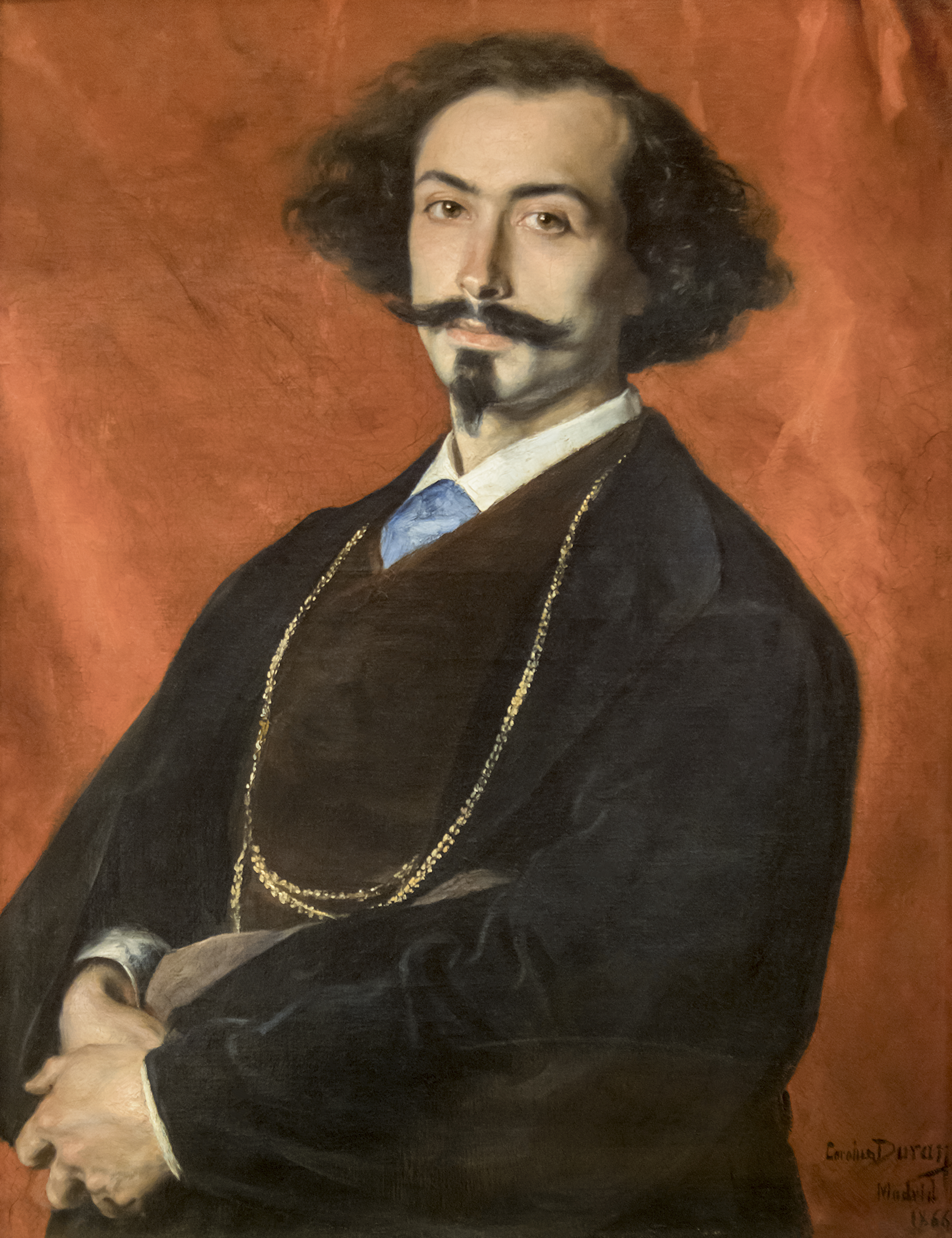
Matías Moreno (1866)
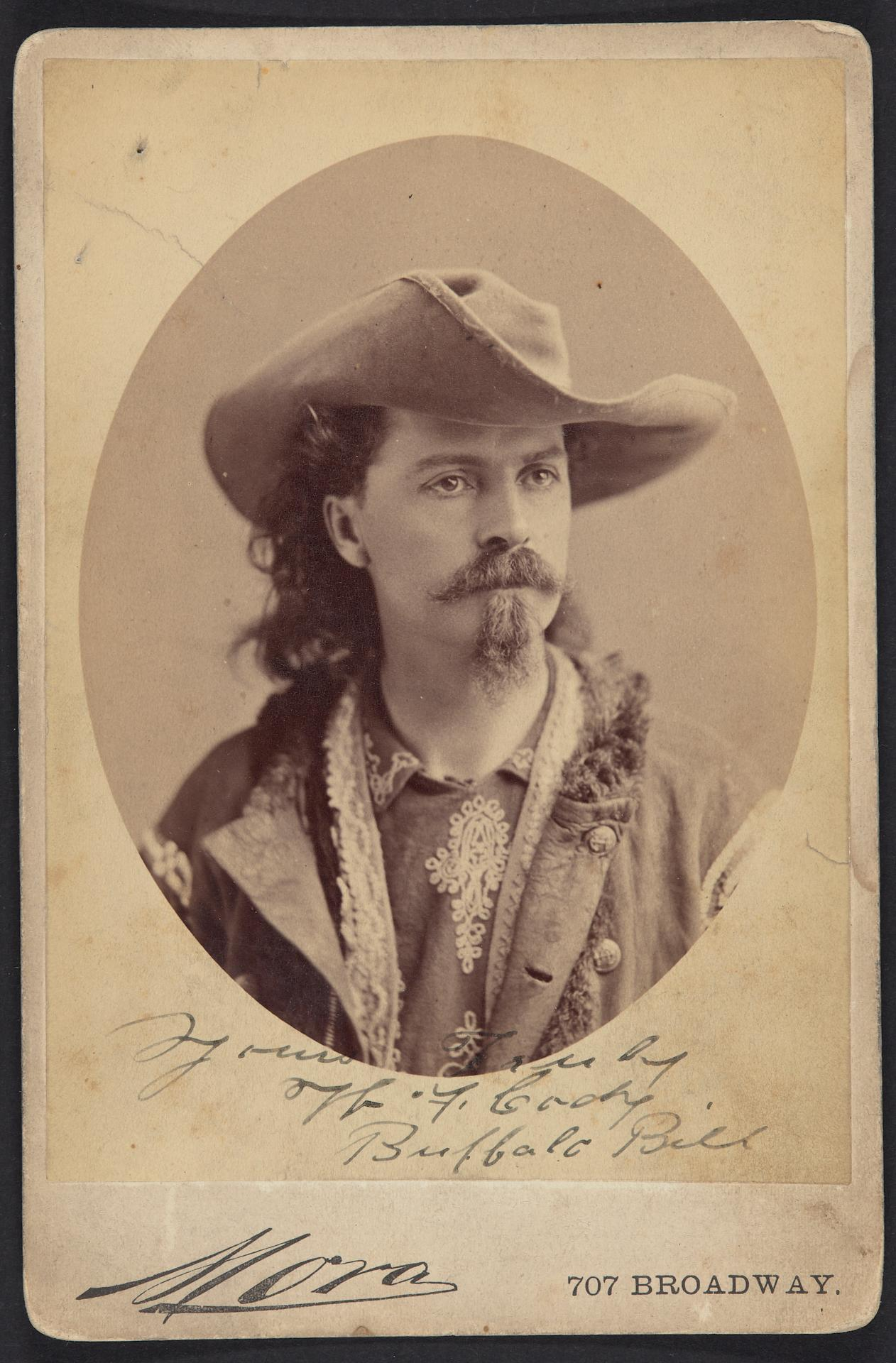
Buffalo Bill (William Cody) (c. 1875)
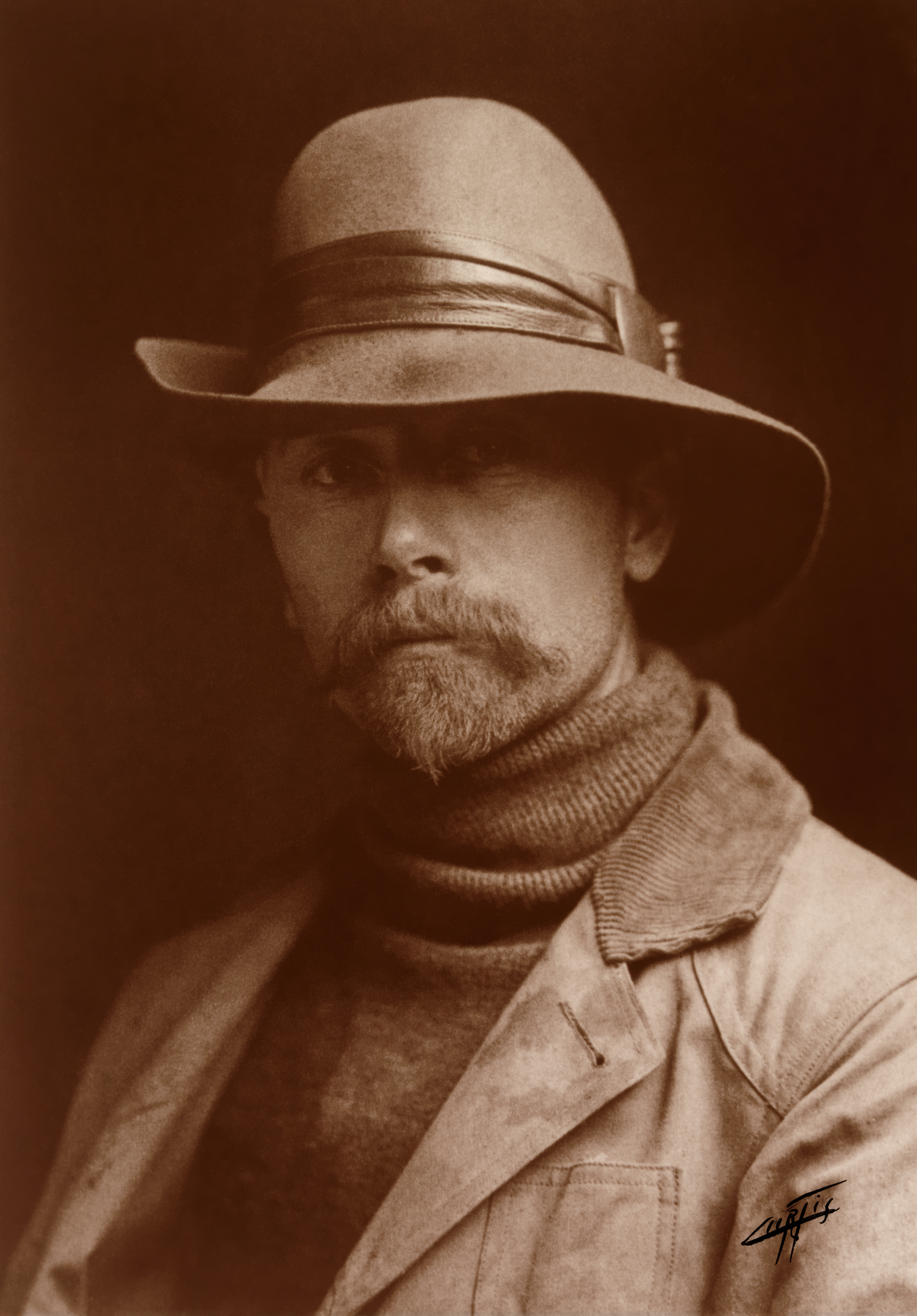
Edward S. Curtis (1899)
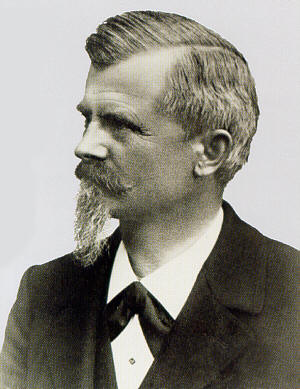
Wilhelm Maybach (1900)
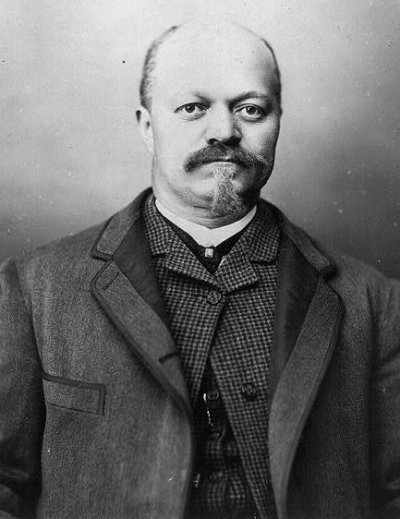
Warren Clay Coleman
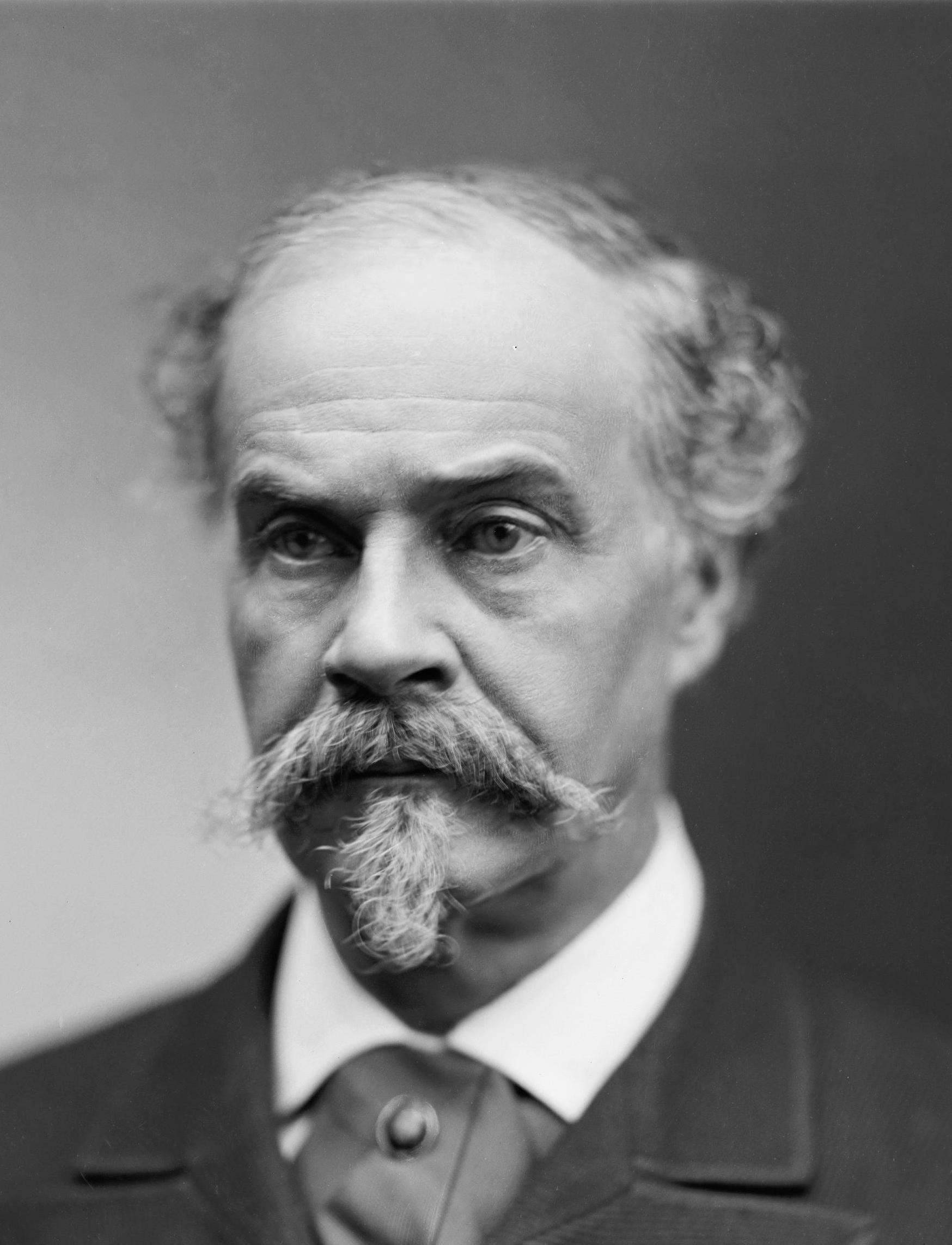
História de William Wetmore
Vladimir Lênin (1920)
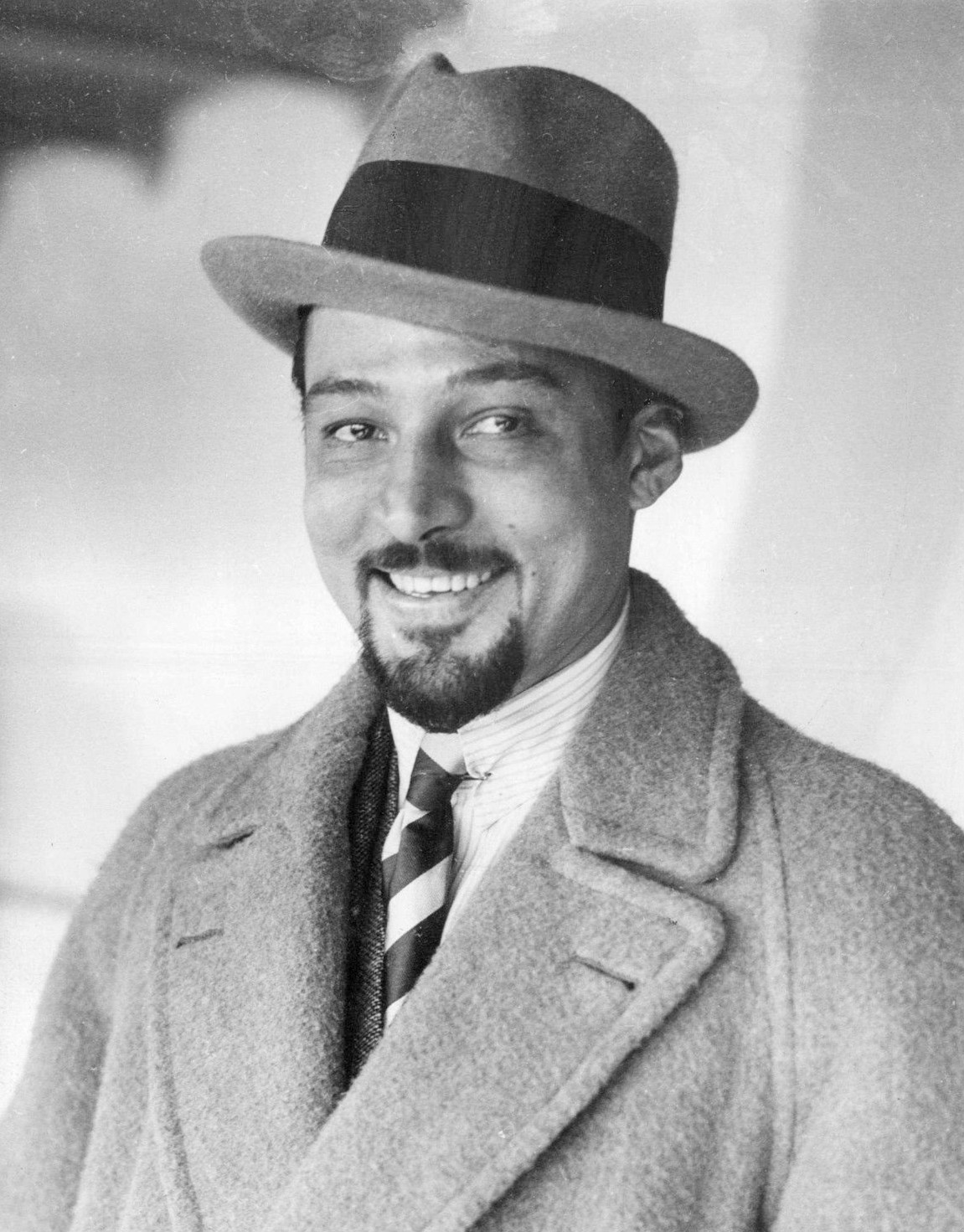
Rodolfo Valentino (1924)
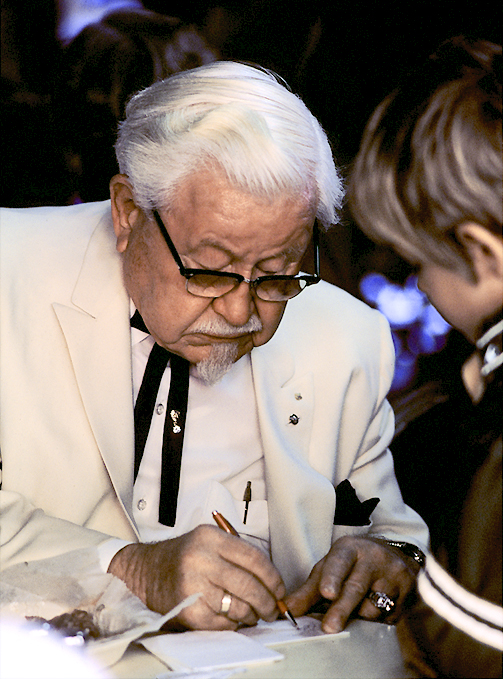
Coronel Sanders (c. 1974)
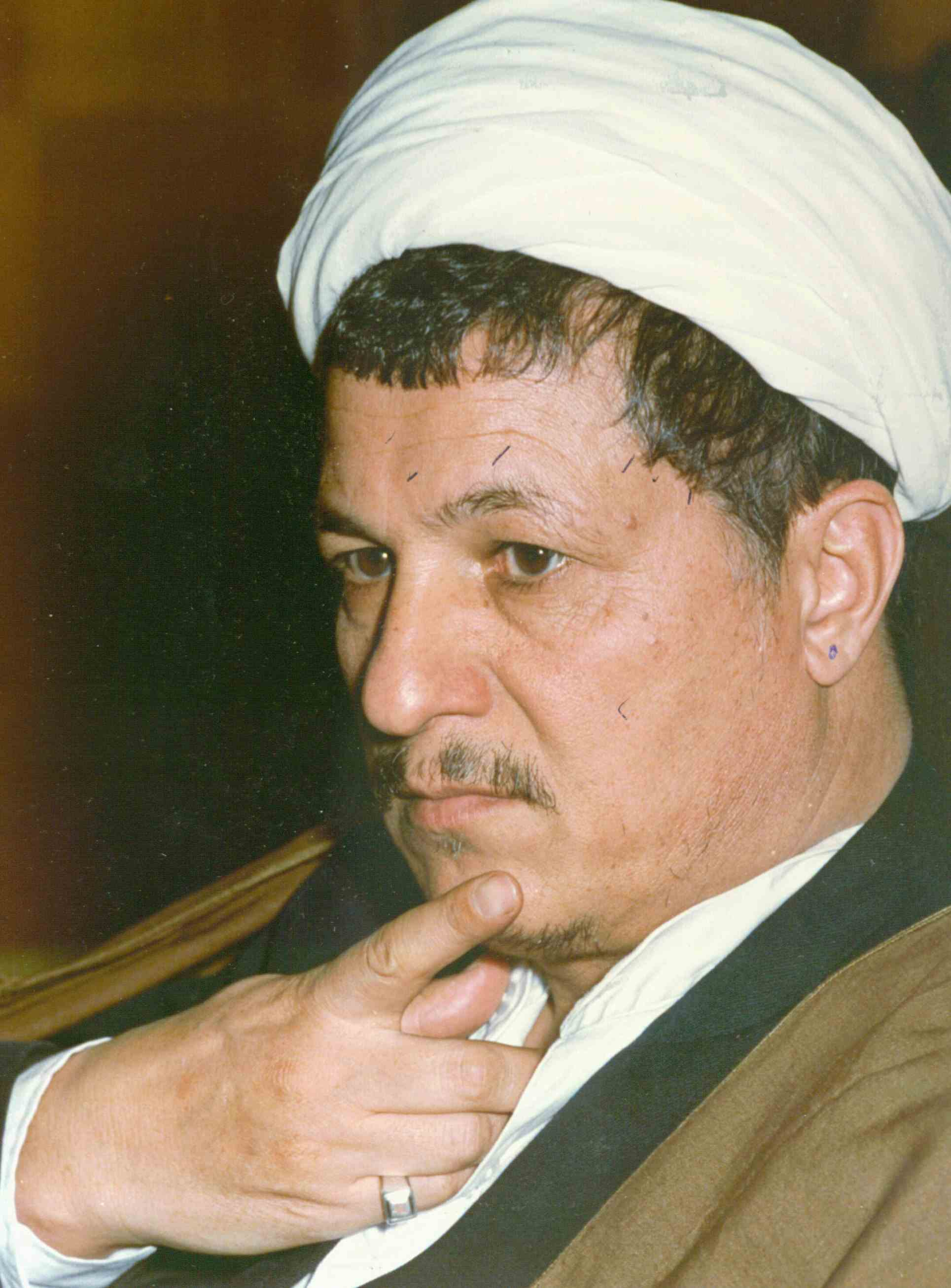
Akbar Hashemi Rafsanjani (1988)
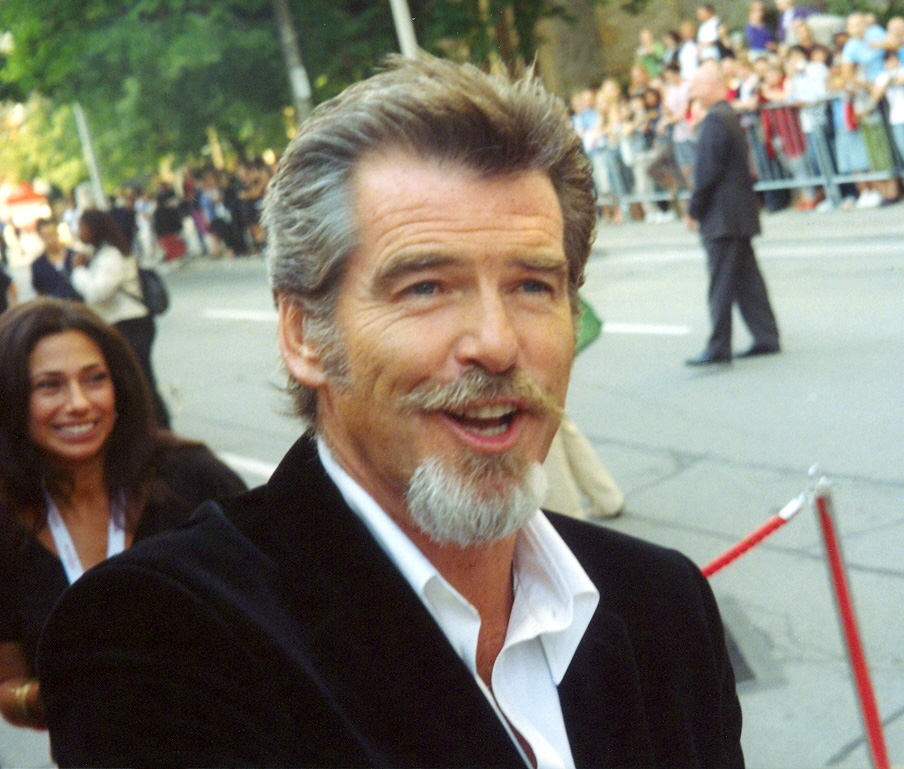
Pierce Brosnan (2005)
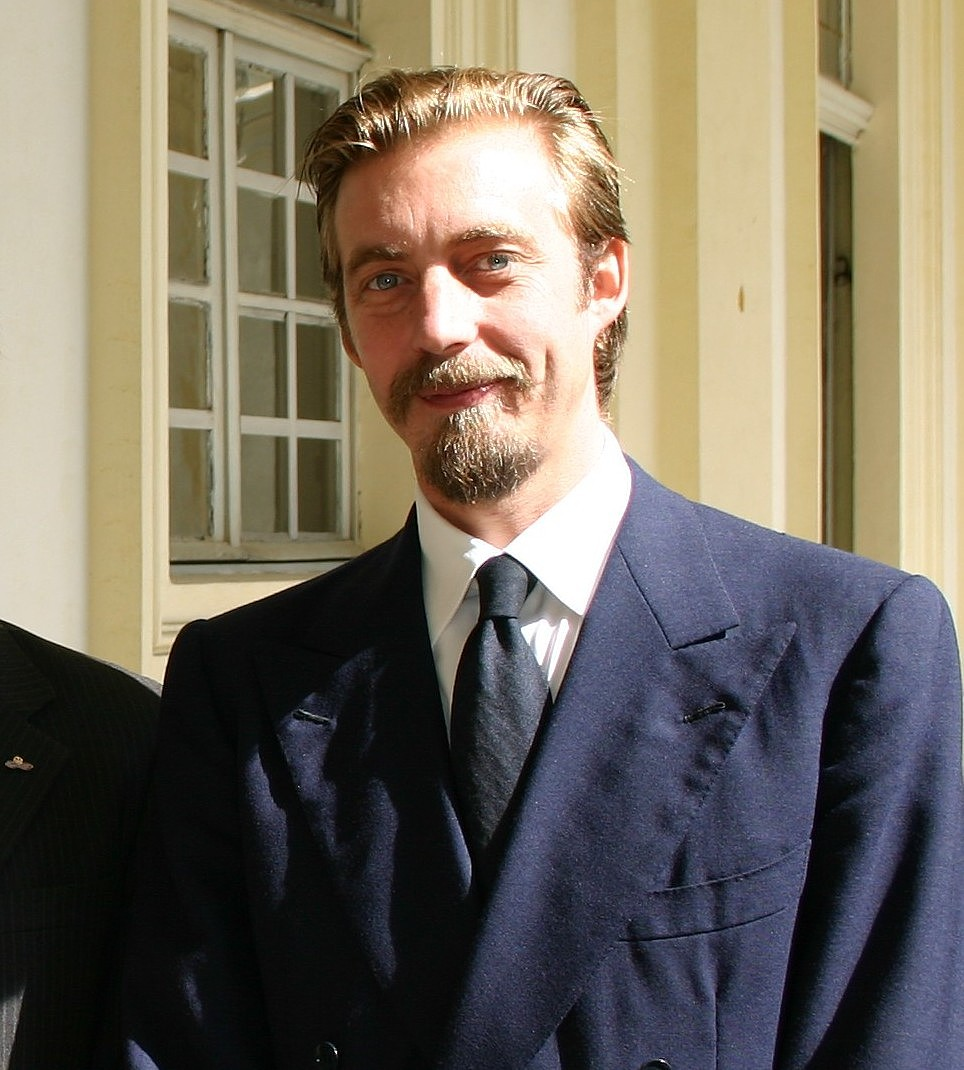
Príncipe Aimone, Duque da Apúlia (2006)
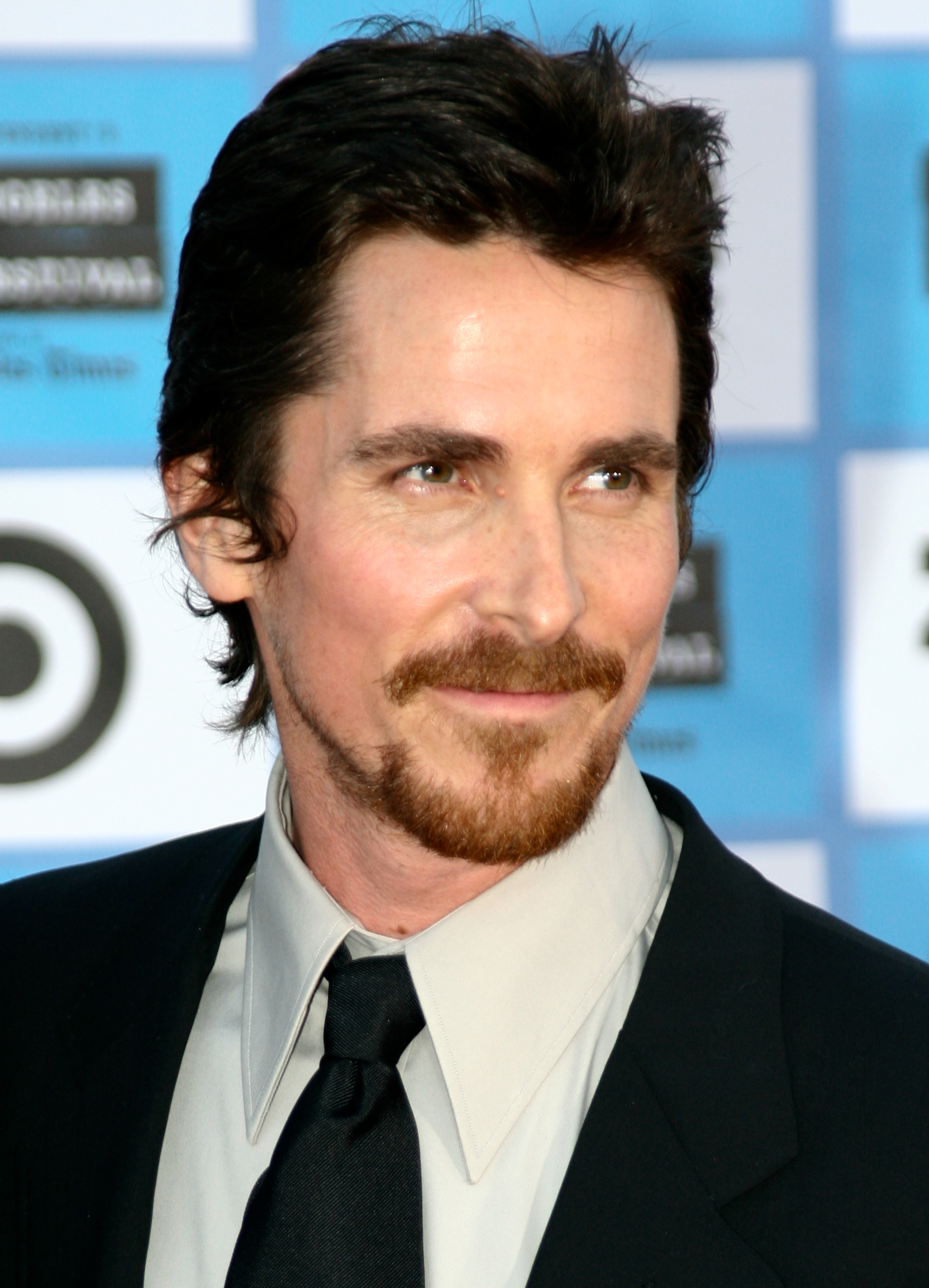
Christian Bale (2009)
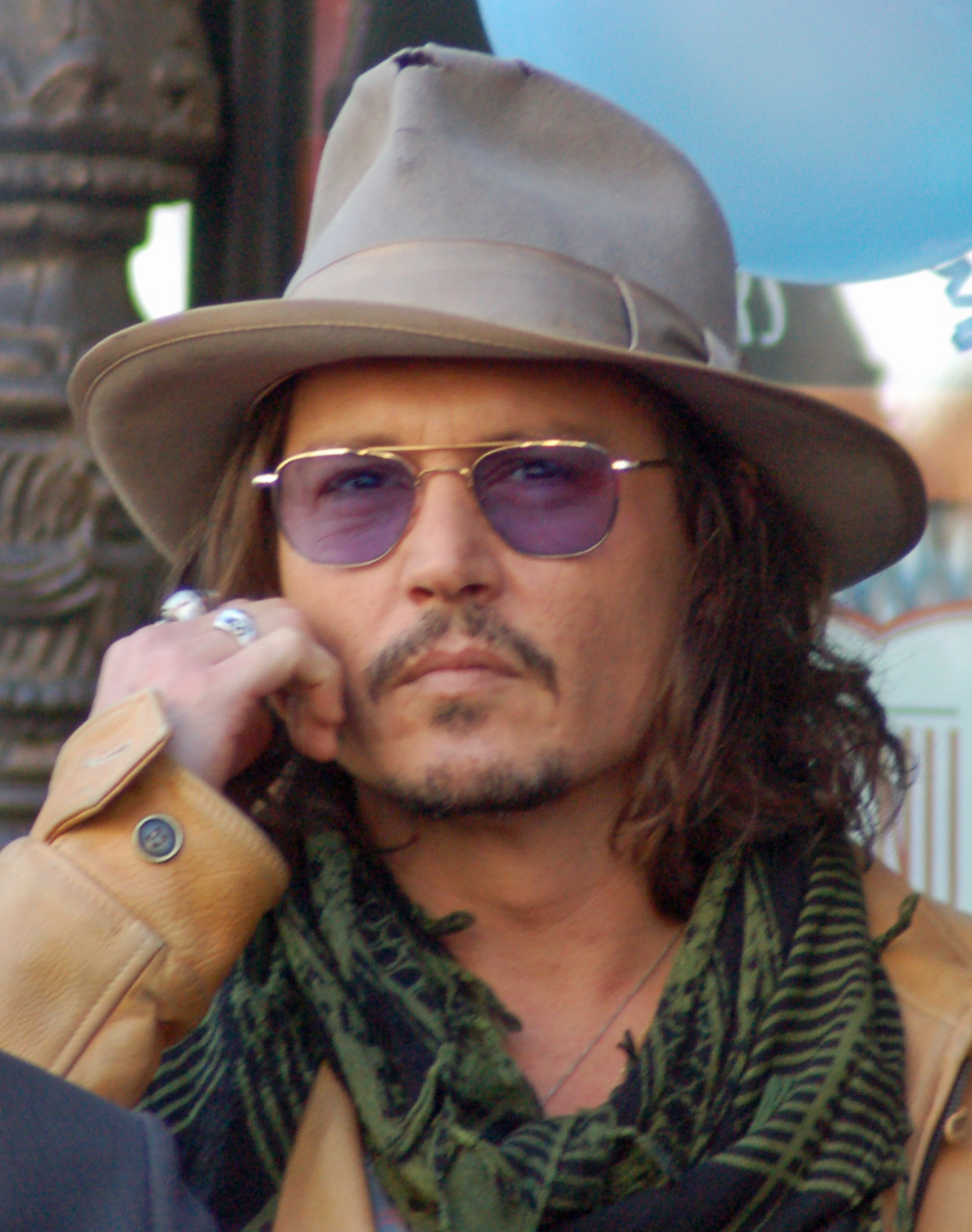
Johnny Deep (2011)